# Der große Fake – Die Wirecard Story
Der große Fake – Die Wirecard-Story ist ein hybrides Dokudrama, das die Hintergründe des größten Finanzskandals in der deutschen Geschichte aufarbeitet. Die Produktion kombiniert dokumentarische Elemente mit fiktionalen Spielszenen, um den Wirecard-Skandal und die zentralen Akteure Markus Braun und Jan Marsalek. Der Doku-Thriller feierte seine Premiere am 31. März 2021 auf TVNOW (heute RTL+) und wurde am 22. April 2021 erstmals im Free-TV auf RTL ausgestrahlt.

## Handlung
Der Film beleuchtet die letzten Tage und die spektakuläre Enthüllung des Wirecard-Skandals. Die Handlung setzt ein, als Journalisten der Financial Times durch ihre Artikelserie „House of Wirecard“ erste Zweifel an der Seriosität des Unternehmens öffentlich machten. Mit Enthüllungen über Geldflüsse, Scheinbuchungen und andere Unregelmäßigkeiten geriet der DAX-30-Konzern ins Wanken. Der Film zeigt die Eskalation der Ereignisse, die schließlich zur Insolvenz führten, und untersucht die psychologische Dynamik der Hauptfiguren Markus Braun und Jan Marsalek.
Parallel dazu zeichnet der dokumentarische Teil ein umfassendes Bild der Ereignisse und greift die Spielszenen erklärend auf. Auch mit Interviews wird das System Wirecard aus der Perspektive von Insidern, Betroffenen und Beobachtern beleuchtet. Zu den Interviewpartnern zählen:
- James Freis, der Markus Braun als CEO ablöste und direkt mit den Folgen der Insolvenz konfrontiert wurde,
- Michael Olaf Schütt, der in den USA über 40 Konten verwaltete, um Online-Spielern Geld auszuzahlen,
- Peter Herold, Begründer und Namensgeber von Wirecard,
- Eberhard Schuler, ein Privatanleger, der eine halbe Million Euro verlor,
- Fahmi Quadir, eine Shortsellerin, die früh Zweifel an Wirecard äußerte.

## Produktion
Die Produktion wurde von Nico Hofmann, damals CEO der UFA GmbH, initiiert und unter der Regie von Raymond Ley realisiert. Hofmann beschreibt den Film als „Psychogramm einer aufgeheizten Spirale aus Wahnsinn, Erfolgsdruck und geldgetriebener Geltungssucht“. Der Film wurde innerhalb der Bertelsmann Content Alliance entwickelt. Es sollte eine umfassende und vielschichtige Darstellung des Skandals zu erreicht werden.

## Hintergrund
Die Wirecard AG war ein global agierendes Unternehmen im Bereich Finanztechnologie und galt lange als Vorzeigeunternehmen der deutschen Wirtschaft. 2020 wurde bekannt, dass 1,9 Milliarden Euro in den Bilanzen fehlten. Der Skandal offenbarte massiven Betrug, Versäumnisse von Aufsichtsbehörden und die Manipulation von Finanzberichten. Bis heute sind die genauen Umstände der verschwundenen Gelder ungeklärt, und der Fall gilt als Mahnmal für die Schwächen der Finanzaufsicht und Wirtschaftsprüfung.

## Rezeption
Der große Fake wurde von Kritikern und Zuschauern gleichermaßen für seine innovative Darstellung gelobt. Die Kombination aus exakten Recherchen und dramatischer Inszenierung hebt das Werk von anderen Dokumentationen ab. Besonders die schauspielerischen Leistungen von Christoph Maria Herbst und Franz Hartwig wurden als eindringlich und überzeugend hervorgehoben.
Einige Kritiker merkten jedoch an, dass grundlegende Vorkenntnisse zum Wirecard-Skandal hilfreich seien, um alle Details der komplexen Geschichte zu verstehen.
RTL geriet wegen des Films „Der große Fake – Die Wirecard-Story“ juristisch in Schwierigkeiten, da die Darstellung von Ereignissen und Personen im Zusammenhang mit dem Wirecard-Skandal vor Abschluss des Prozesses eine Vorverurteilung sein könnte.